# جرئت آرزو
جرئت آرزو (به انگلیسی: Dare to Dream) هشتمین آلبوم یانی می‌باشد که توسط شرکت پرایوت میوزیک در ۱۹۹۲ منتشر شده‌است. آهنگ Aria یکی از قطعات این آلبوم در نامزد جایزه گرمی شده‌است. این آلبوم در مجموعه تور کنسرت جرئت آرزو در ۶۵ شهر اجرا شد.

## نوازندگان
- چارلی آدامز (درام)
- اسامه عفیفی (گیتار بیس)
- چارلی بیشارت (ویلون)
- کارن بریجز (ویلون)
- مایکل برونو (پرکاشن)
- جولی هومی (کیبورد)
- برادلی جوسف (کیبورد)
- ساچی مک‌هنری (ویلونسل)